# Lista över olympiska herrmedaljörer i cykling
Det här är en komplett lista över alla medaljörer i cykling vid olympiska spelen på herrsidan från 1896 till 2021. Se även Lista över olympiska dammedaljörer i cykling

## Nuvarande program

### Landsvägscykling

#### Linjelopp (individuellt)
| Spel                            | Guld                                   | Silver                                 | Brons                                  |
| Aten 1896 Detaljer...           | Aristidis Konstantinidis (GRE)         | August von Gödrich (GER)               | Edward Battell (GBR)                   |
| 1900–1908                       | Ingick inte i det olympiska programmet | Ingick inte i det olympiska programmet | Ingick inte i det olympiska programmet |
| Stockholm 1912 Detaljer...      | Rudolph Lewis (RSA)                    | Frederick Grubb (GBR)                  | Carl Schutte (USA)                     |
| Antwerpen 1920 Detaljer...      | Harry Stenqvist (SWE)                  | Henry Kaltenbrun (RSA)                 | Fernand Canteloube (FRA)               |
| Paris 1924 Detaljer...          | Armand Blanchonnet (FRA)               | Henri Hoevenaers (BEL)                 | René Hamel (FRA)                       |
| Amsterdam 1928 Detaljer...      | Henry Hansen (DEN)                     | Frank Southall (GBR)                   | Gösta Carlsson (SWE)                   |
| Los Angeles 1932 Detaljer...    | Attilio Pavesi (ITA)                   | Guglielmo Segato (ITA)                 | Bernhard Britz (SWE)                   |
| Berlin 1936 Detaljer...         | Robert Charpentier (FRA)               | Guy Lapébie (FRA)                      | Ernst Nievergelt (SUI)                 |
| London 1948 Detaljer...         | José Beyaert (FRA)                     | Gerrit Voorting (NED)                  | Lode Wouters (BEL)                     |
| Helsingfors 1952 Detaljer...    | André Noyelle (BEL)                    | Robert Grondelaers (BEL)               | Edi Ziegler (GER)                      |
| Melbourne 1956 Detaljer...      | Ercole Baldini (ITA)                   | Arnaud Geyre (FRA)                     | Alan Jackson (GBR)                     |
| Rom 1960 Detaljer...            | Viktor Kapitonov (URS)                 | Livio Trapè (ITA)                      | Willy van den Berghen (BEL)            |
| Tokyo 1964 Detaljer...          | Mario Zanin (ITA)                      | Kjell Rodian (DEN)                     | Walter Godefroot (BEL)                 |
| Mexico City 1968 Detaljer...    | Pierfranco Vianelli (ITA)              | Leif Mortensen (DEN)                   | Gösta Pettersson (SWE)                 |
| München 1972 Detaljer...        | Hennie Kuiper (NED)                    | Clyde Sefton (AUS)                     | Ingen                                  |
| Montréal 1976 Detaljer...       | Bernt Johansson (SWE)                  | Giuseppe Martinelli (ITA)              | Mieczysław Nowicki (POL)               |
| Moskva 1980 Detaljer...         | Sergej Suchorutjenkov (URS)            | Czesław Lang (POL)                     | Jurij Barinov (URS)                    |
| Los Angeles 1984 Detaljer...    | Alexi Grewal (USA)                     | Steve Bauer (CAN)                      | Dag Otto Lauritzen (NOR)               |
| Seoul 1988 Detaljer...          | Olaf Ludwig (GDR)                      | Bernd Gröne (FRG)                      | Christian Henn (FRG)                   |
| Barcelona 1992 Detaljer...      | Fabio Casartelli (ITA)                 | Erik Dekker (NED)                      | Dainis Ozols (LAT)                     |
| Atlanta 1996 Detaljer...        | Pascal Richard (SUI)                   | Rolf Sørensen (DEN)                    | Max Sciandri (GBR)                     |
| Sydney 2000 Detaljer...         | Jan Ullrich (GER)                      | Aleksandr Vinokurov (KAZ)              | Andreas Klöden (GER)                   |
| Aten 2004 Detaljer...           | Paolo Bettini (ITA)                    | Sérgio Paulinho (POR)                  | Axel Merckx (BEL)                      |
| Peking 2008 Detaljer...         | Samuel Sánchez (ESP)                   | Fabian Cancellara (SUI)                | Aleksandr Kolobnev (RUS)               |
| London 2012 Detaljer...         | Aleksandr Vinokurov (KAZ)              | Rigoberto Urán (COL)                   | Alexander Kristoff (NOR)               |
| Rio de Janeiro 2016 Detaljer... | Greg Van Avermaet (BEL)                | Jakob Fuglsang (DEN)                   | Rafał Majka (POL)                      |
| Tokyo 2020 Detaljer...          | Richard Carapaz (ECU)                  | Wout van Aert (BEL)                    | Tadej Pogačar (SLO)                    |

#### Tempolopp (individuellt)
| Spel                            | Guld                     | Silver               | Brons                 |
| Atlanta 1996 Detaljer...        | Miguel Induráin (ESP)    | Abraham Olano (ESP)  | Chris Boardman (GBR)  |
| Sydney 2000 Detaljer...         | Vjatjeslav Jekimov (RUS) | Jan Ullrich (GER)    | Lance Armstrong (USA) |
| Aten 2004 Detaljer...           | Vjatjeslav Jekimov (RUS) | Bobby Julich (USA)   | Michael Rogers (AUS)  |
| Peking 2008 Detaljer...         | Fabian Cancellara (SUI)  | Gustav Larsson (SWE) | Levi Leipheimer (USA) |
| London 2012 Detaljer...         | Bradley Wiggins (GBR)    | Tony Martin (GER)    | Chris Froome (GBR)    |
| Rio de Janeiro 2016 Detaljer... | Fabian Cancellara (SUI)  | Tom Dumoulin (NED)   | Chris Froome (GBR)    |
| Tokyo 2020 Detaljer...          | Primož Roglič (SLO)      | Tom Dumoulin (NED)   | Rohan Dennis (AUS)    |

### Bancykling

#### Sprint (individuellt)
| Spel                            | Guld                                                                         | Silver                                                                       | Brons                                                                        |
| Aten 1896 Detaljer...           | Paul Masson (FRA)                                                            | Stamatios Nikolopoulos (GRE)                                                 | Léon Flameng (FRA)                                                           |
| Paris 1900 Detaljer...          | Georges Taillandier (FRA)                                                    | Fernand Sanz (FRA)                                                           | John Henry Lake (USA)                                                        |
| St. Louis 1904                  | Ingick inte i det olympiska programmet                                       | Ingick inte i det olympiska programmet                                       | Ingick inte i det olympiska programmet                                       |
| London 1908 Detaljer...         | Inga medaljörer - loppet förklarades ogiltigt då tiden överträddes i finalen | Inga medaljörer - loppet förklarades ogiltigt då tiden överträddes i finalen | Inga medaljörer - loppet förklarades ogiltigt då tiden överträddes i finalen |
| Stockholm 1912                  | Ingick inte i det olympiska programmet                                       | Ingick inte i det olympiska programmet                                       | Ingick inte i det olympiska programmet                                       |
| Antwerpen 1920 Detaljer...      | Maurice Peeters (NED)                                                        | Horace Johnson (GBR)                                                         | Harry Ryan (GBR)                                                             |
| Paris 1924 Detaljer...          | Lucien Michard (FRA)                                                         | Jacob Meijer (NED)                                                           | Jean Cugnot (FRA)                                                            |
| Amsterdam 1928 Detaljer...      | Roger Beaufrand (FRA)                                                        | Antoine Mazairac (NED)                                                       | Willy Hansen (DEN)                                                           |
| Los Angeles 1932 Detaljer...    | Jacobus van Egmond (NED)                                                     | Louis Chaillot (FRA)                                                         | Bruno Pellizzari (ITA)                                                       |
| Berlin 1936 Detaljer...         | Toni Merkens (GER)                                                           | Arie van Vliet (NED)                                                         | Louis Chaillot (FRA)                                                         |
| London 1948 Detaljer...         | Mario Ghella (ITA)                                                           | Reginald Harris (GBR)                                                        | Axel Schandorff (DEN)                                                        |
| Helsingfors 1952 Detaljer...    | Enzo Sacchi (ITA)                                                            | Lionel Cox (AUS)                                                             | Werner Potzernheim (GER)                                                     |
| Melbourne 1956 Detaljer...      | Michel Rousseau (FRA)                                                        | Guglielmo Pesenti (ITA)                                                      | Dick Ploog (AUS)                                                             |
| Rom 1960 Detaljer...            | Sante Gaiardoni (ITA)                                                        | Leo Sterckx (BEL)                                                            | Valentino Gasarella (ITA)                                                    |
| Tokyo 1964 Detaljer...          | Giovanni Pettenella (ITA)                                                    | Sergio Bianchetto (ITA)                                                      | Daniel Morelon (FRA)                                                         |
| Mexico City 1968 Detaljer...    | Daniel Morelon (FRA)                                                         | Giordano Turrini (ITA)                                                       | Pierre Trentin (FRA)                                                         |
| München 1972 Detaljer...        | Daniel Morelon (FRA)                                                         | John Nicholson (AUS)                                                         | Omar Pchakadze (URS)                                                         |
| Montréal 1976 Detaljer...       | Anton Tkáč (TCH)                                                             | Daniel Morelon (FRA)                                                         | Jürgen Geschke (GDR)                                                         |
| Moskva 1980 Detaljer...         | Lutz Hesslich (GDR)                                                          | Yavé Cahard (FRA)                                                            | Sergej Kopjlov (URS)                                                         |
| Los Angeles 1984 Detaljer...    | Mark Gorski (USA)                                                            | Nelson Vails (USA)                                                           | Tsutomo Sakamoto (JPN)                                                       |
| Seoul 1988 Detaljer...          | Lutz Hesslich (GDR)                                                          | Nikolaj Kovsj (URS)                                                          | Gary Neiwand (AUS)                                                           |
| Barcelona 1992 Detaljer...      | Jens Fiedler (GER)                                                           | Gary Neiwand (AUS)                                                           | Curt Harnett (CAN)                                                           |
| Atlanta 1996 Detaljer...        | Jens Fiedler (GER)                                                           | Marty Nothstein (USA)                                                        | Curt Harnett (CAN)                                                           |
| Sydney 2000 Detaljer...         | Marty Nothstein (USA)                                                        | Florian Rousseau (FRA)                                                       | Jens Fiedler (GER)                                                           |
| Aten 2004 Detaljer...           | Ryan Bayley (AUS)                                                            | Theo Bos (NED)                                                               | René Wolff (GER)                                                             |
| Peking 2008 Detaljer...         | Chris Hoy (GBR)                                                              | Jason Kenny (GBR)                                                            | Mickaël Bourgain (FRA)                                                       |
| London 2012 Detaljer...         | Jason Kenny (GBR)                                                            | Grégory Baugé (FRA)                                                          | Shane Perkins (AUS)                                                          |
| Rio de Janeiro 2016 Detaljer... | Jason Kenny (GBR)                                                            | Callum Skinner (GBR)                                                         | Denis Dmitrijev (RUS)                                                        |
| Tokyo 2020 Detaljer...          | Harrie Lavreysen (NED)                                                       | Jeffrey Hoogland (NED)                                                       | Jack Carlin (GBR)                                                            |

#### Sprint (lag)
| Spel                            | Guld                                                             | Silver                                                 | Brons                                                     |
| Sydney 2000 Detaljer...         | Frankrike Florian Rousseau Arnaud Tournant Laurent Gané          | Storbritannien Chris Hoy Craig MacLean Jason Queally   | Australien Gary Neiwand Sean Eadie Darryn Hill            |
| Aten 2004 Detaljer...           | Tyskland Jens Fiedler Stefan Nimke René Wolff                    | Japan Toshiaki Fushimi Masaki Inoue Tomohiro Nagatsuka | Frankrike Mickaël Bourgain Laurent Gané Arnaud Tournant   |
| Peking 2008 Detaljer...         | Storbritannien Chris Hoy Jason Kenny Jamie Staff                 | Frankrike Grégory Baugé Kévin Sireau Arnaud Tournant   | Tyskland René Enders Maximilian Levy Stefan Nimke         |
| London 2012 Detaljer...         | Storbritannien Philip Hindes Chris Hoy Jason Kenny               | Frankrike Grégory Baugé Michaël D'Almeida Kévin Sireau | Tyskland René Enders Maximilian Levy Robert Förstemann    |
| Rio de Janeiro 2016 Detaljer... | Storbritannien Philip Hindes Jason Kenny Callum Skinner          | Nya Zeeland Edward Dawkins Ethan Mitchell Sam Webster  | Frankrike Grégory Baugé Michaël D'Almeida François Pervis |
| Tokyo 2020 Detaljer...          | Nederländerna Jeffrey Hoogland Harrie Lavreysen Roy van den Berg | Storbritannien Jack Carlin Jason Kenny Ryan Owens      | Frankrike Florian Grengbo Rayan Helal Sébastien Vigier    |

#### Förföljelse (lag)
| Spel                            | Guld                                                                                | Silver                                                                                           | Brons                                                                           |
| London 1908 Detaljer...         | Storbritannien Benjamin Jones Clarence Kingsbury Leonard Meredith Ernest Payne      | Tyskland Max Götze Rudolf Katzer Hermann Martens Karl Neumer                                     | Kanada William Anderson Walter Andrews Frederick McCarthy William Morton        |
| Stockholm 1912                  | Ingick inte i det olympiska programmet                                              | Ingick inte i det olympiska programmet                                                           | Ingick inte i det olympiska programmet                                          |
| Antwerpen 1920 Detaljer...      | Italien Arnaldo Carli Ruggero Ferrario Franco Giorgetti Primo Magnani               | Storbritannien Cyril Alden Horace Johnson William Stewart Albert White                           | Sydafrika Harry Goosen Henry Kaltenbrun William Smith James Walker              |
| Paris 1924 Detaljer...          | Italien Angelo De Martini Alfredo Dinale Aurelio Menegazzi Francesco Zucchetti      | Polen Józef Lange Jan Lazarski Tomasz Stankiewicz Franciszek Szymczyk                            | Belgien Jean van den Bosch Léonard Daghelinckx Henri Hoevenaers Ferdinand Saive |
| Amsterdam 1928 Detaljer...      | Italien Giacomo Gaioni Cesare Facciani Mario Lusiani Luigi Tasselli                 | Nederländerna Janus Braspennincx Piet van der Horst Johannes Maas Jan Pijnenburg                 | Storbritannien George Southall Harry Wyld Leonard Wyld Percy Wyld               |
| Los Angeles 1932 Detaljer...    | Italien Nino Borsari Marco Cimatti Alberto Ghilardi Paolo Pedretti                  | Frankrike Paul Chocque Amédée Fournier René Legrèves Henri Mouillefarine                         | Storbritannien William Harvell Charles Holland Ernest Johnson Frank Southall    |
| Berlin 1936 Detaljer...         | Frankrike Robert Charpentier Jean Goujon Guy Lapébie Roger-Jean Le Nizerhy          | Italien Bianco Bianchi Mario Gentili Armando Latini Severino Rigoni                              | Storbritannien Harry Hill Ernest Johnson Charles King Ernest Mills              |
| London 1948 Detaljer...         | Frankrike Pierre Adam Serge Blusson Charles Coste Fernand Decanali                  | Italien Arnaldo Benfenati Guido Bernardi Anselmo Citterio Rino Pucci                             | Storbritannien Robert Geldard Tommy Godwin David Ricketts Wilfred Waters        |
| Helsingfors 1952 Detaljer...    | Italien Loris Campana Mino De Rossi Guido Messina Marino Morettini                  | Sydafrika George Estman Robert Fowler Thomas Shardelow Alfred Swift                              | Storbritannien Donald Burgess George Newberry Alan Newton Ronald Stretton       |
| Melbourne 1956 Detaljer...      | Italien Antonio Domenicali Leandro Faggin Franco Gandini Valentino Gasparella       | Frankrike René Bianchi Jean Graczyk Jean-Claude Lecante Michel Vermeulin                         | Storbritannien Donald Burgess Michael Gambrill John Geddes Thomas Simpson       |
| Rom 1960 Detaljer...            | Italien Luigi Arienti Franco Testa Mario Vallotto Marino Vigna                      | Tysklands förenade lag Bernd Barleben Peter Gröning Manfred Klieme Siegfried Köhler              | Sovjetunionen Arnold Belgardt Leonid Kolumbet Stanislav Moskvin Viktor Romanov  |
| Tokyo 1964 Detaljer...          | Tysklands förenade lag Lothar Claesges Karl-Heinz Henrichs Karl Link Ernst Streng   | Italien Vincenzo Mantovani Carlo Rancati Luigi Roncaglia Franco Testa                            | Nederländerna Henk Cornelisse Gerard Koel Jaap Oudkerk Cor Schuuring            |
| Mexico City 1968 Detaljer...    | Danmark Gunnar Asmussen Mogens Jensen Per Jørgensen Reno Olsen                      | Västtyskland Udo Hempel Karl-Heinz Henrichs Jürgen Kissner Karl Link                             | Italien Lorenzo Bosisio Cipriano Chemello Giorgio Morbiato Luigi Roncaglia      |
| München 1972 Detaljer...        | Västtyskland Günther Schumacher Jürgen Colombo Günter Haritz Udo Hempel             | Östtyskland Uwe Unterwalder Thomas Huschke Heinz Richter Herbert Richter                         | Storbritannien William Moore Michael Bennett Ian Hallam Ronald Keeble           |
| Montréal 1976 Detaljer...       | Västtyskland Peter Vonhof Gregor Braun Hans Lutz Günther Schumacher                 | Sovjetunionen Viktor Sokolov Vladimir Osokin Aleksandr Perov Vitalij Petrakov                    | Storbritannien Ian Hallam Ian Banbury Michael Bennett Robin Croker              |
| Moskva 1980 Detaljer...         | Sovjetunionen Viktor Manakov Valerij Movtjan Vladimir Osokin Vitalij Petrakov       | Östtyskland Gerald Mortag Uwe Unterwalder Matthias Wiegand Volker Winkler                        | Tjeckoslovakien Teodor Černý Martin Penc Jiří Pokorný Igor Sláma                |
| Los Angeles 1984 Detaljer...    | Australien Michael Grenda Kevin Nichols Michael Turtur Dean Woods                   | USA David Grylls Steve Hegg Patrick McDonough Leonard Nitz                                       | Västtyskland Reinhard Alber Rolf Gölz Roland Günther Michael Marx               |
| Seoul 1988 Detaljer...          | Sovjetunionen Vjatjeslav Jekimov Artūras Kasputis Dmitrij Neljubin Gintautas Umaras | Östtyskland Carsten Wolf Steffen Blochwitz Roland Hennig Dirk Meier                              | Australien Scott McGrory Dean Woods Brett Dutton Wayne McCarney Stephen McGlede |
| Barcelona 1992 Detaljer...      | Tyskland Stefan Steinweg Andreas Walzer Guido Fulst Michael Glöckner Jens Lehmann   | Australien Stuart O'Grady Brett Aitken Stephen McGlede Shaun O'Brien                             | Danmark Jan Petersen Michael Sandstød Ken Frost Jimmi Madsen Klaus Nielsen      |
| Atlanta 1996 Detaljer...        | Frankrike Christophe Capelle Philippe Ermenault Jean-Michel Monin Francis Moreau    | Ryssland Eduard Gritsun Nikolay Kuznetsov Aleksej Markov Anton Sjantyr                           | Australien Brett Aitken Stuart O'Grady Timothy O'Shannessey Dean Woods          |
| Sydney 2000 Detaljer...         | Tyskland Guido Fulst Robert Bartko Daniel Becke Jens Lehmann                        | Ukraina Serhij Tjernjavskyj Serhij Matvjejev Oleksandr Symonenko Oleksandr Fedenko               | Storbritannien Paul Manning Chris Newton Bryan Steel Bradley Wiggins            |
| Aten 2004 Detaljer...           | Australien Graeme Brown Brett Lancaster Bradley McGee Luke Roberts                  | Storbritannien Steve Cummings Rob Hayles Paul Manning Bradley Wiggins                            | Spanien Carlos Castaño Sergi Escobar Asier Maeztu Carlos Torrent                |
| Peking 2008 Detaljer...         | Storbritannien Ed Clancy Paul Manning Geraint Thomas Bradley Wiggins                | Danmark Casper Jørgensen Jens-Erik Madsen Michael Mørkøv Alex Rasmussen Michael Færk Christensen | Nya Zeeland Sam Bewley Hayden Roulston Marc Ryan Jesse Sergent Westley Gough    |
| London 2012 Detaljer...         | Storbritannien Ed Clancy Geraint Thomas Steven Burke Peter Kennaugh                 | Australien Jack Bobridge Glenn O'Shea Rohan Dennis Michael Hepburn                               | Nya Zeeland Sam Bewley Aaron Gate Marc Ryan Jesse Sergent                       |
| Rio de Janeiro 2016 Detaljer... | Storbritannien Ed Clancy Steven Burke Owain Doull Bradley Wiggins                   | Australien Alexander Edmondson Jack Bobridge Michael Hepburn Sam Welsford                        | Danmark Lasse Norman Hansen Niklas Larsen Frederik Madsen Casper von Folsach    |
| Tokyo 2020 Detaljer...          | Italien Simone Consonni Filippo Ganna Francesco Lamon Jonathan Milan                | Danmark Niklas Larsen Lasse Norman Hansen Rasmus Pedersen Frederik Rodenberg                     | Australien Leigh Howard Kelland O'Brien Luke Plapp Sam Welsford                 |

#### Keirin
| Spel                            | Guld                   | Silver                      | Brons                      |
| Sydney 2000 Detaljer...         | Florian Rousseau (FRA) | Gary Neiwand (AUS)          | Jens Fiedler (GER)         |
| Aten 2004 Detaljer...           | Ryan Bayley (AUS)      | José Antonio Escuredo (ESP) | Shane Kelly (AUS)          |
| Peking 2008 Detaljer...         | Chris Hoy (GBR)        | Ross Edgar (GBR)            | Kiyofumi Nagai (JPN)       |
| London 2012 Detaljer...         | Chris Hoy (GBR)        | Maximilian Levy (GER)       | Simon van Velthooven (NZL) |
| London 2012 Detaljer...         | Chris Hoy (GBR)        | Maximilian Levy (GER)       | Teun Mulder (NED)          |
| Rio de Janeiro 2016 Detaljer... | Jason Kenny (GBR)      | Matthijs Büchli (NED)       | Azizulhasni Awang (MAS)    |
| Tokyo 2020 Detaljer...          | Jason Kenny (GBR)      | Azizulhasni Awang (MAS)     | Harrie Lavreysen (NED)     |

#### Madison
| Spel                    | Guld                                       | Silver                                    | Brons                                     |
| Sydney 2000 Detaljer... | Australien Brett Aitken Scott McGrory      | Belgien Etienne De Wilde Matthew Gilmore  | Italien Silvio Martinello Marco Villa     |
| Aten 2004 Detaljer...   | Australien Graeme Brown Stuart O'Grady     | Schweiz Franco Marvulli Bruno Risi        | Storbritannien Rob Hayles Bradley Wiggins |
| Peking 2008 Detaljer... | Argentina Juan Curuchet Walter Pérez       | Spanien Joan Llaneras Antonio Tauler      | Ryssland Michail Ignatiev Aleksej Markov  |
| 2012–2016               | Ingick inte i det olympiska programmet     | Ingick inte i det olympiska programmet    | Ingick inte i det olympiska programmet    |
| Tokyo 2020 Detaljer...  | Danmark Lasse Norman Hansen Michael Mørkøv | Storbritannien Ethan Hayter Matthew Walls | Frankrike Donavan Grondin Benjamin Thomas |

#### Omnium
| Spel                            | Guld                      | Silver                 | Brons                     |
| London 2012 Detaljer...         | Lasse Norman Hansen (DEN) | Bryan Coquard (FRA)    | Ed Clancy (GBR)           |
| Rio de Janeiro 2016 Detaljer... | Elia Viviani (ITA)        | Mark Cavendish (GBR)   | Lasse Norman Hansen (DEN) |
| Tokyo 2020 Detaljer...          | Matthew Walls (GBR)       | Campbell Stewart (NZL) | Elia Viviani (ITA)        |

### Terrängcykling
| Spel                            | Guld                   | Silver                       | Brons                       |
| Atlanta 1996 Detaljer...        | Bart Brentjens (NED)   | Thomas Frischknecht (SUI)    | Miguel Martinez (FRA)       |
| Sydney 2000 Detaljer...         | Miguel Martinez (FRA)  | Filip Meirhaeghe (BEL)       | Christoph Sauser (SUI)      |
| Aten 2004 Detaljer...           | Julien Absalon (FRA)   | José Antonio Hermida (ESP)   | Bart Brentjens (NED)        |
| Peking 2008 Detaljer...         | Julien Absalon (FRA)   | Jean-Christophe Péraud (FRA) | Nino Schurter (SUI)         |
| London 2012 Detaljer...         | Jaroslav Kulhavý (CZE) | Nino Schurter (SUI)          | Marco Aurelio Fontana (ITA) |
| Rio de Janeiro 2016 Detaljer... | Nino Schurter (SUI)    | Jaroslav Kulhavý (CZE)       | Carlos Coloma Nicolás (ESP) |
| Tokyo 2020 Detaljer...          | Tom Pidcock (GBR)      | Mathias Flückiger (SUI)      | David Valero (ESP)          |

### BMX

#### Freestyle
| Spel                   | Guld               | Silver             | Brons               |
| Tokyo 2020 Detaljer... | Logan Martin (AUS) | Daniel Dhers (VEN) | Declan Brooks (GBR) |

#### Racing
| Spel                            | Guld                   | Silver                 | Brons                |
| Peking 2008 Detaljer...         | Māris Štrombergs (LAT) | Mike Day (USA)         | Donny Robinson (USA) |
| London 2012 Detaljer...         | Māris Štrombergs (LAT) | Sam Willoughby (AUS)   | Carlos Oquendo (COL) |
| Rio de Janeiro 2016 Detaljer... | Connor Fields (USA)    | Jelle van Gorkom (NED) | Carlos Ramírez (COL) |
| Tokyo 2020 Detaljer...          | Niek Kimmann (NED)     | Kye Whyte (GBR)        | Carlos Ramírez (COL) |

## Borttagna discipliner

### Landsvägscykling

#### Linjelopp (lag)
| Spel                         | Guld                                                                            | Silver                                                                       | Brons                                                                  |
| Stockholm 1912 Detaljer...   | Sverige Erik Friborg Ragnar Malm Axel Persson Algot Lönn                        | Storbritannien Frederick Grubb Leonard Meredith Charles Moss William Hammond | USA Carl Schutte Alvin Loftes Albert Krushel Walter Martin             |
| Antwerpen 1920 Detaljer...   | Frankrike Achille Souchard Fernand Canteloube Georges Detreille Marcel Gobillot | Sverige Harry Stenqvist Sigfrid Lundberg Ragnar Malm Axel Persson            | Belgien Albert Wyckmans Albert De Bunné Jean Janssens André Vercruysse |
| Paris 1924 Detaljer...       | Frankrike Armand Blanchonnet René Hamel André Leducq Georges Wambst             | Belgien Henri Hoevenaers Alphonse Parfondry Jean van den Bosch Fernand Saivé | Sverige Gunnar Sköld Erik "Orsa" Bohlin Ragnar Malm Erik Bjurberg      |
| Amsterdam 1928 Detaljer...   | Danmark Henry Hansen Orla Jørgensen Leo Nielsen                                 | Storbritannien Jack Lauterwasser John Middleton Frank Southall               | Sverige Gösta Carlsson Erik Jansson Georg Johnsson                     |
| Los Angeles 1932 Detaljer... | Italien Giuseppe Olmo Attilio Pavesi Guglielmo Segato                           | Danmark Henry Hansen Leo Nielsen Frode Sørensen                              | Sverige Arne Berg Bernhard Britz Sven Höglund                          |
| Berlin 1936 Detaljer...      | Frankrike Robert Charpentier Robert Dorgebray Guy Lapébie                       | Schweiz Edgar Buchwalder Ernst Nievergelt Kurt Ott                           | Belgien Auguste Garrebeek Armand Putzeys François Vandermotte          |
| London 1948 Detaljer...      | Belgien Léon Delathouwer Eugène van Roosbroeck Lode Wouters                     | Storbritannien Robert John Maitland Ian Scott Gordon Thomas                  | Frankrike José Beyaert Jacques Dupont Alain Moineau                    |
| Helsingfors 1952 Detaljer... | Belgien Robert Grondelaers André Noyelle Lucien Victor Rik Van Looy             | Italien Dino Bruni Gianni Ghidini Vincenzo Zucconelli Bruno Monti            | Frankrike Jacques Anquetil Claude Rouer Alfred Tonello Roland Bezamat  |
| Melbourne 1956 Detaljer...   | Frankrike Arnaud Geyre Maurice Moucheraud Michel Vermeulin                      | Storbritannien Arthur Brittain William Holmes Alan Jackson                   | Tysklands förenade lag Reinhold Pommer Gustav-Adolf Schur Horst Tüller |

#### Tempolopp (lag)
| Spel                         | Guld                                                                              | Silver                                                                        | Brons                                                                            |
| Rom 1960 Detaljer...         | Italien Livio Trapè Antonio Bailetti Ottavio Cogliati Giacomo Fornoni             | Tysklands förenade lag Gustav-Adolf Schur Egon Adler Erich Hagen Günter Lörke | Sovjetunionen Aleksei Petrov Viktor Kapitonov Yevgeny Klevtsov Yury Melikhov     |
| Tokyo 1964 Detaljer...       | Nederländerna Bart Zoet Evert Dolman Gerben Karstens Jan Pieterse                 | Italien Ferruccio Manza Severino Andreoli Luciano Dalla Bona Pietro Guerra    | Sverige Sture Pettersson Sven Hamrin Erik Pettersson Gösta Pettersson            |
| Mexico City 1968 Detaljer... | Nederländerna Joop Zoetemelk Fedor den Hertog Jan Krekels René Pijnen             | Sverige Sture Pettersson Tomas Pettersson Erik Pettersson Gösta Pettersson    | Italien Pierfranco Vianelli Giovanni Bramucci Vittorio Marcelli Mauro Simonetti  |
| München 1972 Detaljer...     | Sovjetunionen Valery Yardy Gennady Komnatov Valery Likhachov Boris Sjuchov        | Polen Ryszard Szurkowski Edward Barcik Lucjan Lis Stanisław Szozda            | Ingen utsedd                                                                     |
| Montréal 1976 Detaljer...    | Sovjetunionen Aavo Pikkuus Valerij Tjaplygin Anatolij Tjukanov Vladimir Kaminskij | Polen Ryszard Szurkowski Tadeusz Mytnik Mieczysław Nowicki Stanisław Szozda   | Danmark Jørn Lund Verner Blaudzun Gert Frank Jørgen Hansen                       |
| Moskva 1980 Detaljer...      | Sovjetunionen Yury Kashirin Oleg Logvin Sergei Shelpakov Anatoly Yarkin           | Östtyskland Falk Boden Bernd Drogan Olaf Ludwig Hans-Joachim Hartnick         | Tjeckoslovakien Michal Klasa Vlastibor Konečný Alipi Kostadinov Jiří Škoda       |
| Los Angeles 1984 Detaljer... | Italien Marcello Bartalini Marco Giovannetti Eros Poli Claudio Vandelli           | Schweiz Alfred Achermann Richard Trinkler Laurent Vial Benno Wiss             | USA Ron Kiefel Clarence Knickman Davis Phinney Andrew Weaver                     |
| Seoul 1988 Detaljer...       | Östtyskland Jan Schur Uwe Ampler Mario Kummer Maik Landsmann                      | Polen Andrzej Sypytkowski Joachim Halupczok Zenon Jaskuła Marek Lesniewski    | Sverige Michel Lafis Anders Jarl Björn Johansson Jan Karlsson                    |
| Barcelona 1992 Detaljer...   | Tyskland Michael Rich Bernd Dittert Christian Meyer Uwe Peschel                   | Italien Andrea Peron Flavio Anastasia Luca Colombo Gianfranco Contri          | Frankrike Jean-Louis Harel Hervé Boussard Didier Faivre-Pierret Philippe Gaumont |

### Bancykling

#### Tidiga discipliner (1896-1908)
| Event           | 96 | 00 | 04 | 08 | Guld                     | Silver                       | Brons                   |
| ⅓ km time trial | •  |    |    |    | Paul Masson (FRA)        | Stamatios Nikolopoulos (GRE) | Adolf Schmal (AUT)      |
| ¼ mile          |    |    | •  |    | Marcus Hurley (USA)      | Burton Downing (USA)         | Teddy Billington (USA)  |
| ⅓ mile          |    |    | •  |    | Marcus Hurley (USA)      | Burton Downing (USA)         | Teddy Billington (USA)  |
| 660 yards       |    |    |    | •  | Victor Johnson (GBR)     | Émile Demangel (FRA)         | Karl Neumer (GER)       |
| ½ mile          |    |    | •  |    | Marcus Hurley (USA)      | Teddy Billington (USA)       | Burton Downing (USA)    |
| 1 mile          |    |    | •  |    | Marcus Hurley (USA)      | Burton Downing (USA)         | Teddy Billington (USA)  |
| 2 miles         |    |    | •  |    | Burton Downing (USA)     | Oscar Goerke (USA)           | Marcus Hurley (USA)     |
| 5 km            |    |    |    | •  | Benjamin Jones (GBR)     | Maurice Schilles (FRA)       | André Auffray (FRA)     |
| 5 miles         |    |    | •  |    | Charles Schlee (USA)     | George E. Wiley (USA)        | Arthur F. Andrews (USA) |
| 10 km           | •  |    |    |    | Paul Masson (FRA)        | Léon Flameng (FRA)           | Adolf Schmal (AUT)      |
| 20 km           |    |    |    | •  | Clarence Kingsbury (GBR) | Benjamin Jones (GBR)         | Joseph Werbrouck (BEL)  |
| 25 km           |    | •  |    |    | Louis Bastien (FRA)      | Louis Hildebrand (FRA)       | Auguste Daumain (FRA)   |
| 25 miles        |    |    | •  |    | Burton Downing (USA)     | Arthur F. Andrews (USA)      | George E. Wiley (USA)   |
| 100 km          | •  |    |    |    | Léon Flameng (FRA)       | Georgios Kolettis (GRE)      | Ingen                   |
| 100 km          |    |    |    | •  | Charles Bartlett (GBR)   | Charles Denny (GBR)          | Octave Lapize (FRA)     |
| 12 timmar       | •  |    |    |    | Adolf Schmal (AUT)       | Frank Keeping (GBR)          | Ingen                   |

#### 50 kilometer
| Spel                       | Guld               | Silver            | Brons              |
| Antwerpen 1920 Detaljer... | Henry George (BEL) | Cyril Alden (GBR) | Piet Ikelaar (NED) |
| Paris 1924 Detaljer...     | Ko Willems (NED)   | Cyril Alden (GBR) | Harry Wyld (GBR)   |

#### Förföljelse (individuellt)
| Spel                         | Guld                    | Silver                   | Brons                     |
| Tokyo 1964 Detaljer...       | Jiří Daler (TCH)        | Giorgio Ursi (ITA)       | Preben Isaksson (DEN)     |
| Mexico City 1968 Detaljer... | Daniel Rebillard (FRA)  | Mogens Frey Jensen (DEN) | Xaver Kurmann (SUI)       |
| München 1972 Detaljer...     | Knut Knudsen (NOR)      | Xaver Kurmann (SUI)      | Hans Lutz (FRG)           |
| Montréal 1976 Detaljer...    | Gregor Braun (FRG)      | Herman Ponsteen (NED)    | Thomas Huschke (GDR)      |
| Moskva 1980 Detaljer...      | Robert Dill-Bundi (SUI) | Alain Bondue (FRA)       | Hans-Henrik Ørsted (DEN)  |
| Los Angeles 1984 Detaljer... | Steve Hegg (USA)        | Rolf Gölz (FRG)          | Leonard Harvey Nitz (USA) |
| Seoul 1988 Detaljer...       | Gintautas Umaras (URS)  | Dean Woods (AUS)         | Bernd Dittert (GDR)       |
| Barcelona 1992 Detaljer...   | Chris Boardman (GBR)    | Jens Lehmann (GER)       | Gary Anderson (NZL)       |
| Atlanta 1996 Detaljer...     | Andrea Collinelli (ITA) | Philippe Ermenault (FRA) | Bradley McGee (AUS)       |
| Sydney 2000 Detaljer...      | Robert Bartko (GER)     | Jens Lehmann (GER)       | Bradley McGee (AUS)       |
| Aten 2004 Detaljer...        | Bradley Wiggins (GBR)   | Bradley McGee (AUS)      | Sergi Escobar (ESP)       |
| Peking 2008 Detaljer...      | Bradley Wiggins (GBR)   | Hayden Roulston (NZL)    | Steven Burke (GBR)        |

#### Poänglopp
| Spel                         | Guld                    | Silver                  | Brons                 |
| Los Angeles 1984 Detaljer... | Roger Ilegems (BEL)     | Uwe Messerschmidt (FRG) | José Youshimatz (MEX) |
| Seoul 1988 Detaljer...       | Dan Frost (DEN)         | Leo Peelen (NED)        | Marat Ganejev (URS)   |
| Barcelona 1992 Detaljer...   | Giovanni Lombardi (ITA) | Léon van Bon (NED)      | Cédric Mathy (BEL)    |
| Atlanta 1996 Detaljer...     | Silvio Martinello (ITA) | Brian Walton (CAN)      | Stuart O'Grady (AUS)  |
| Sydney 2000 Detaljer...      | Joan Llaneras (ESP)     | Milton Wynants (URU)    | Aleksej Markov (RUS)  |
| Aten 2004 Detaljer...        | Michail Ignatiev (RUS)  | Joan Llaneras (ESP)     | Guido Fulst (GER)     |
| Peking 2008 Detaljer...      | Joan Llaneras (ESP)     | Roger Kluge (GER)       | Chris Newton (GBR)    |

#### Tandem
| Spel                         | Guld                                                | Silver                                            | Brons                                                     |
| London 1908 Detaljer...      | Frankrike André Auffray Maurice Schilles            | Storbritannien Frederick Hamlin Horace Johnson    | Storbritannien Colin Brooks Walter Isaacs                 |
| Stockholm 1912               | Ingick inte i det olympiska programmet              | Ingick inte i det olympiska programmet            | Ingick inte i det olympiska programmet                    |
| Antwerpen 1920 Detaljer...   | Storbritannien Thomas Lance Harry Ryan              | Sydafrika William Smith James Walker              | Nederländerna Frans de Vreng Piet Ikelaar                 |
| Paris 1924 Detaljer...       | Frankrike Lucien Choury Jean Cugnot                 | Danmark Edmund Hansen Willy Hansen                | Nederländerna Gerard Bosch van Drakestein Maurice Peeters |
| Amsterdam 1928 Detaljer...   | Nederländerna Bernard Leene Daan van Dijk           | Storbritannien Ernest Chambers John Sibbit        | Tyskland Hans Bernhardt Karl Köther                       |
| Los Angeles 1932 Detaljer... | Frankrike Louis Chaillot Maurice Perrin             | Storbritannien Ernest Chambers Stanley Chambers   | Danmark Harald Christensen Willy Gervin                   |
| Berlin 1936 Detaljer...      | Tyskland Ernst Ihbe Carl Lorenz                     | Nederländerna Bernard Leene Hendrik Ooms          | Frankrike Pierre Georget Georges Maton                    |
| London 1948 Detaljer...      | Italien Renato Perona Ferdinando Terruzzi           | Storbritannien Alan Bannister Reg Harris          | Frankrike Gaston Dron René Faye                           |
| Helsingfors 1952 Detaljer... | Australien Lionel Cox Russell Mockridge             | Sydafrika Raymond Robinson Thomas Shardelow       | Italien Antonio Maspes Cesare Pinarello                   |
| Melbourne 1956 Detaljer...   | Australien Joey Browne Tony Marchant                | Tjeckoslovakien Ladislav Fouček Václav Machek     | Italien Giuseppe Ogna Cesare Pinarello                    |
| Rom 1960 Detaljer...         | Italien Giuseppe Beghetto Sergio Bianchetto         | Tysklands förenade lag Jürgen Simon Lothar Stäber | Sovjetunionen Vladimir Leonov Boris Vasiljev              |
| Tokyo 1964 Detaljer...       | Italien Sergio Bianchetto Angelo Damiano            | Sovjetunionen Imants Bodnieks Viktor Logunov      | Tysklands förenade lag Willi Fuggerer Klaus Kobusch       |
| Mexico City 1968 Detaljer... | Frankrike Daniel Morelon Pierre Trentin             | Nederländerna Leijn Loevesijn Jan Jansen          | Belgien Daniel Goens Robert van Lancker                   |
| München 1972 Detaljer...     | Sovjetunionen Vladimir Semenets Igor Tselovaljnikov | Östtyskland Jürgen Geschke Werner Otto            | Polen Andrzej Bek Benedykt Kocot                          |

#### Kilometerlopp
| Spel                         | Guld                       | Silver                            | Brons                      |
| Amsterdam 1928 Detaljer...   | Willy Hansen (DEN)         | Gerard Bosch van Drakestein (NED) | Dunc Gray (AUS)            |
| Los Angeles 1932 Detaljer... | Dunc Gray (AUS)            | Jacobus van Egmond (NED)          | Charles Rampelberg (FRA)   |
| Berlin 1936 Detaljer...      | Arie van Vliet (NED)       | Pierre Georget (FRA)              | Rudolf Karsch (GER)        |
| London 1948 Detaljer...      | Jacques Dupont (FRA)       | Pierre Nihant (BEL)               | Tommy Godwin (GBR)         |
| Helsingfors 1952 Detaljer... | Russell Mockridge (AUS)    | Marino Morettini (ITA)            | Raymond Robinson (RSA)     |
| Melbourne 1956 Detaljer...   | Leandro Faggin (ITA)       | Ladislav Fouček (TCH)             | Alfred Swift (RSA)         |
| Rom 1960 Detaljer...         | Sante Gaiardoni (ITA)      | Dieter Gieseler (EUA)             | Rostislav Vargasjkin (URS) |
| Tokyo 1964 Detaljer...       | Patrick Sercu (BEL)        | Giovanni Pettenella (ITA)         | Pierre Trentin (FRA)       |
| Mexico City 1968 Detaljer... | Pierre Trentin (FRA)       | Niels Fredborg (DEN)              | Janusz Kierzkowski (POL)   |
| München 1972 Detaljer...     | Niels Fredborg (DEN)       | Daniel Clark (AUS)                | Jürgen Schütze (GDR)       |
| Montréal 1976 Detaljer...    | Klaus-Jürgen Grünke (GDR)  | Michel Vaarten (BEL)              | Niels Fredborg (DEN)       |
| Moskva 1980 Detaljer...      | Lothar Thoms (GDR)         | Aleksandr Panfilov (URS)          | David Weller (JAM)         |
| Los Angeles 1984 Detaljer... | Fredy Schmidtke (FRG)      | Curt Harnett (CAN)                | Fabrice Colas (FRA)        |
| Seoul 1988 Detaljer...       | Aleksandr Kiritjenko (URS) | Martin Vinnicombe (AUS)           | Robert Lechner (FRG)       |
| Barcelona 1992 Detaljer...   | José Manuel Moreno (ESP)   | Shane Kelly (AUS)                 | Erin Hartwell (USA)        |
| Atlanta 1996 Detaljer...     | Florian Rousseau (FRA)     | Erin Hartwell (USA)               | Takanobu Jumonji (JPN)     |
| Sydney 2000 Detaljer...      | Jason Queally (GBR)        | Stefan Nimke (GER)                | Shane Kelly (AUS)          |
| Aten 2004 Detaljer...        | Chris Hoy (GBR)            | Arnaud Tournant (FRA)             | Stefan Nimke (GER)         |